# 32633 홍규양
32633 홍규양(Honguyang)은 로웰 천문대의 로웰 천문대 근지구 천체 탐색(Lowell Observatory Near-Earth-Object Search) 프로젝트를 통해 앤더슨 메사 기지(Anderson Mesa Station)에서 2001년 9월 11일 발견한 소행성이다. 이름은 한국천문연구원 소속 1980년생 남자 천문학자 양홍규의 이름을 따왔다.

## 같이 보기
- 한국과 관련 있는 소행성 목록